# Paul Steinlechner
Paul Steinlechner (* 23. Dezember 1841 in Wattens; † 12. Januar 1920 in Graz) war ein österreichischer Rechtswissenschaftler.

## Leben
Paul Steinlechner studierte an der Universität Innsbruck und der Universität Padua Rechtswissenschaft. 1861 wurde er im Corps Rhaetia recipiert. Das Studium schloss er 1867 in Innsbruck mit der Promotion zum Dr. iur. ab. Nach Aufenthalten an der Ludwig-Maximilians-Universität München und der Universität Padua wurde er 1871 an der Universität Innsbruck Privatdozent für Römisches Recht. 1872 wurde er hier zum a.o. Professor für österreichisches Zivilrecht ernannt und 1878 zum o. Professor für österreichisches und römisches Zivilrecht berufen. Dreimal war er Dekan und 1883/84 Rektor der Universität Innsbruck. 1897 berief ihn die Universität Graz zum ordentlichen Professor für österreichisches Zivilrecht. 1903/04 war er auch hier Dekan. 1913 wurde er emeritiert. Von 1898 bis 1917 war er Vorsitzender der Rechtshistorischen Staatsprüfungskommission. Sein Nachfolger auf dem Grazer Lehrstuhl wurde Armin Ehrenzweig. Steinlechner gilt als bedeutender Vertreter der historisch-systematischen Richtung der österreichischen Privatrechtswissenschaft und der pandektistischen Begriffsjurisprudenz.

## Auszeichnungen
- 1894: Orden der Eisernen Krone (Österreich) III. Klasse
- 1905: Ernennung zum Hofrat
- 1913: Komturkreuz des Franz-Joseph-Ordens

## Werk
- Zur Reform des Eherechts, 1875.
- Das Wesen der juris communio und juris quasi communio, 2 Bände 1876.
- Das schwebende Erbrecht und die Unmittelbarkeit der Erbfolge nach römischem und österreichischem Recht, Band 1 1893, Band 2 1897.
- Über Besitz und Besitzesschutz des Faustpfandgläubigers nach österreichischem Recht, 1899.
- Die Unredlichkeit als rechtshindernde Tatsache im bücherlichen Verkehr nach dem österreichischen Rechte, 1904.
- Über das sog. bessere Recht im österreichischen Privatrecht, 1910.
- Zur Würdigung der Bestimmungen des österreichischen allgemeinen bürgerlichen Gesetzbuches über die örtliche Geltung der Gesetze, 1911.
- Rechtsübergang durch Sondernachfolge und im Erbgang, 1917.